# براد كروس
براد كروس (بالإنجليزية: Brad Cross) هو لاعب دوري الرغبي أسترالي، ولد في 2 أكتوبر 1985 في دوبو في أستراليا.